# 25 settembre
Il 25 settembre è il 268º giorno del calendario gregoriano (il 269º negli anni bisestili). Mancano 97 giorni alla fine dell'anno.

## Eventi
- 235 – Papa Ponziano abdica in favore di papa Antero
- 275 – Marco Claudio Tacito viene nominato imperatore romano dal Senato
- 1066 – La battaglia di Stamford Bridge segna la fine dell'era vichinga in Inghilterra
- 1513 – L'esploratore spagnolo Vasco Núñez de Balboa raggiunge l'Oceano Pacifico
- 1555 – La Pace di Augusta viene firmata da Carlo V d'Asburgo e dal principe della Lega di Smalcalda
- 1690 - "Publick Occurrences Both Foreign and Domestick", il primo giornale pubblicato nelle Americhe, esce per la prima ed ultima volta. Venne considerato offensivo e al suo editore, Benjamin Harris, venne ordinato di non farlo più uscire
- 1789 – La Carta dei diritti degli Stati Uniti viene approvata dal Congresso degli Stati Uniti
- 1846 – Truppe statunitensi guidate da Zachary Taylor catturano la città messicana di Monterrey
- 1912 – A New York viene fondata la scuola di giornalismo della Columbia University
- 1915 – Prima guerra mondiale: comincia la seconda battaglia della Champagne
- 1939 - La Germania nazista inizia concretamente a progettare la bomba atomica: viene chiamato Werner Karl Heisenberg a dirigere il progetto, appena un anno dopo la conclusione per volere diretto di Heinrich Himmler delle indagini su di lui per la sua vicinanza ad alcuni scienziati ebrei stranieri
- 1956 – Viene inaugurato il primo cavo sottomarino transatlantico, tra Scozia e Terranova
- 1979 – La mafia uccide il magistrato e politico italiano Cesare Terranova
- 1981
  - Sandra Day O'Connor diventa la prima donna a essere nominata giudice della Corte suprema degli Stati Uniti.
  - Il Belize entra nell'ONU
- 1983 – 38 detenuti dell'IRA evadono dal Carcere di Maze, nella località di Long Kesh, vicino a Lisburn. È l'evasione più numerosa dalla fine della seconda guerra mondiale e la più numerosa della storia carceraria britannica
- 1988 – La mafia uccide il magistrato Antonino Saetta e suo figlio Stefano
- 1992
  - A San Francisco nasce la Critical Mass
  - La NASA lancia in orbita il satellite Mars Observer
- 1996 – In Irlanda viene chiusa l'ultima delle Case Magdalene
- 2003 – Terremoto di magnitudo 8,0 della scala Richter al largo della costa di Hokkaidō, in Giappone
- 2005 – Ferrara: il diciottenne Federico Aldrovandi muore pochi minuti dopo essere stato fermato dalla polizia nei pressi dell'ippodromo; sono indagati per la sua morte quattro poliziotti condannati in via definitiva il 21 giugno 2012 a 3 anni e 6 mesi per "eccesso colposo nell'uso legittimo delle armi".
- 2008 – La Cina invia nello spazio Shenzhou 7. È la terza missione spaziale cinese, dopo quelle del 2003 e 2005, la prima a prevedere una passeggiata nello spazio. Il lancio è stato effettuato alle 20.50 ora locale dalla stazione spaziale di Jiuquan Satellite Launch Center, nella provincia di Gansu.
- 2017 – Al referendum sull'indipendenza del Kurdistan il sì ha vinto con il 92,7 per cento dei voti. L’affluenza fra i circa 5,3 milioni di elettori registrati è stata del 72,6 per cento. Il governo iracheno non ha riconosciuto l'esito del referendum.
- 2022 - In Italia vince alle elezioni politiche nazionali il partito politico di destra Fratelli d'Italia, con il 26% di preferenze, assieme alla coalizione di centro destra. Per la prima volta nella storia della Repubblica Italiana, un partito guidato da una donna, Giorgia Meloni, vince le elezioni nazionali.

## Nati
Ci sono circa 1 160 voci su persone nate il 25 settembre; vedi la pagina Nati il 25 settembre per un elenco descrittivo o la categoria Nati il 25 settembre per un indice alfabetico.

## Morti
Ci sono circa 490 voci su persone morte il 25 settembre; vedi la pagina Morti il 25 settembre per un elenco descrittivo o la categoria Morti il 25 settembre per un indice alfabetico.

## Feste e ricorrenze

### Religiose
Cristianesimo:
- Sant'Arnolfo di Sens, vescovo
- Sant'Aunacario di Auxerre, vescovo
- Sante Aurelia e Neomisia, vergini
- San Cleofa, discepolo di Gesù
- Sant'Ermenfrido di Cusance, abate
- San Findbar di Cork, vescovo
- San Firmino di Amiens, vescovo
- Santa Ketevan, regina di Georgia, martire (Chiese di rito orientale)
- San Nicola di Flüe, eremita
- Santi Paolo e Tatta e figli, martiri a Damasco
- San Principio di Soissons, vescovo
- San Sergio di Radonež, monaco
- San Solennio di Chartres, vescovo
- San Severo di Napoli, vescovo (nella sola Diocesi di San Severo)
- Beato Antonio Cid Rodriguez, martire
- Beata Beatrice del Portogallo, regina, mercedaria
- Beata Ermengarda, cistercense
- Beato Giovanni Codera Marques, martire
- Beato Giovanni Pietro Bengoa Aranguren e Paolo Maria Leoz y Portillo, martiri passionisti
- Beato Giuseppe Antón Gomez, sacerdote benedettino, martire
- Beato Jesus Hita Miranda, martire
- Beato Marco Criado, martire